# Jean-Baptiste Bagaza
 (mai 2014).
Si vous disposez d'ouvrages ou d'articles de référence ou si vous connaissez des sites web de qualité traitant du thème abordé ici, merci de compléter l'article en donnant les références utiles à sa vérifiabilité et en les liant à la section « Notes et références ».
Jean-Baptiste Bagaza, né le 26 août 1946 à Rutovu et mort le 4 mai 2016 à Bruxelles, est un officier et homme d'État burundais, président de la république du Burundi de 1976 à 1987. 

## Biographie
Officier et ancien chef d’état-major général adjoint de l’armée burundaise, il prit le pouvoir le 1er novembre 1976, à l’issue d’un coup d’État contre Michel Micombero, premier président qui avait renversé une monarchie multiséculaire en 1966.
Avant de prendre le pouvoir, le colonel Bagaza avait suivi des études universitaires et militaires à l'École royale militaire de Bruxelles (Belgique) et était un officier d'état-major à Bujumbura. 
Jean-Baptiste Bagaza restera au pouvoir jusqu’en 1987, date à laquelle il est renversé par un coup d’État qui survint à la suite d'un début de mutinerie de soldats et sous-officiers qui craignaient d’être mis en retraite anticipée. Bagaza était alors en voyage au Canada .
Dans la configuration actuelle du Burundi où l’appartenance ethnique est devenue un critère déterminant, il importe de savoir que Jean-Baptiste Bagaza est tutsi et qu’il est arrivé au pouvoir dans un contexte où les Hutus, ethnie majoritaire, avaient été écartés de tous les leviers du pouvoir par le régime Micombero. Bagaza semble avoir voulu, pendant son régime, ignorer cette situation et s’être concentré uniquement sur le domaine économique. Il renforça considérablement aussi l’emprise du parti unique UPRONA, hérité de la lutte pour l’indépendance, sur le pays qui se retrouva quadrillé de cellules du parti.
Sa marque dans l’histoire du Burundi — et la plupart des Burundais, malgré leurs divisions, le reconnaissent —, il l’a laissée ou plutôt gravée dans l’économie, les infrastructures et l’éducation. Son volontarisme porta le taux de scolarisation primaire de 19 à 85 % entre 1976 et 1986.
La majeure partie des infrastructures actuelles du Burundi datent de son régime (routes, centrales électriques, adductions d’eau, hôpitaux, centres de santé, écoles, stations de lavage du café, télécommunications, etc.). Il en est de même pour les industries et les forêts qui ont beaucoup souffert de la guerre des années 1990 et 2000. La production de café (principal produit d’exportation) a plus que quadruplé entre 1976 et 1987 grâce à une politique d’extension des plantations et de rajeunissement des plants. Jean-Baptiste Bagaza avait une si haute idée du rôle de l’épargne dans le développement économique qu’il imposa une épargne obligatoire dans le pays. Il eut moins de succès dans sa tentative de regrouper les habitats ruraux en villages (l’habitat rural burundais est dispersé sur les collines) et de multiplier les coopératives, deux idées qui heurtaient de front les traditions et les mentalités burundaises. Cette politique de développement économique était soutenue par les bailleurs de fonds (la Banque mondiale, les pays occidentaux, la Chine et les pays arabes).
Sur le plan politique, outre le conflit ethnique Hutu-Tutsi latent que le président Bagaza a passé sous silence, il est inévitable de citer son conflit avec l’Église qui, avec le recul, semble avoir eu pour raison l’antagonisme ethnique et l’intervention de religieux étrangers dans celui-ci. Sous son régime, beaucoup de réfugiés hutus qui avaient fui le pays pendant les massacres interethniques de 1972 sont revenus, mais pas tous.
Sur le plan diplomatique, le Burundi a pratiqué une politique de non-alignement et la diplomatie de Jean-Baptiste Bagaza s’est gardé de tout militantisme, n’insistant que sur les bonnes relations avec les partenaires économiques. Cependant, sa forte inimitié pour le président zaïrois Mobutu et le président rwandais Habyarimana était de notoriété publique. Elle est, sans doute à la source de l’aide qu’il accorda, pour diminuer son isolement dans la région, à Yoweri Museveni lorsque ce dernier était en lutte armée pour conquérir le pouvoir à Kampala, en Ouganda.
En 1987, après son renversement par le major Pierre Buyoya, Jean-Baptiste Bagaza fut contraint à l’exil et l’accès du territoire de son pays lui fut interdit. Il ne rentra qu’après les premières élections démocratiques qui consacrèrent la victoire de Melchior Ndadaye, premier président hutu du Burundi. L’assassinat de ce dernier plongea aussitôt le pays dans une crise qui n’est pas encore terminée en 2008, l'ancien président sud-africain Nelson Mandela serre la main de l'ancien président burundais Sylvester Ntibantuganya alors que l'ancien président burundais Jean-Baptiste Bagaza regarde le 16 janvier 2000 alors qu'ils arrivent pour assister aux pourparlers de paix au Burundi à Arusha. Jean-Baptiste Bagaza a essayé d’influer sur la situation en fondant un parti politique, le Parena. Il atteignit une influence notable en 1996, principalement au sein de la communauté tutsi avant que le major Pierre Buyoya n’opère son deuxième coup d’État. Il est demeuré sénateur à vie, dignité attribuée par la Constitution à tous les anciens présidents de la République, jusqu'à son décès le 4 mai 2016.